# Gösta Säfbom
Axel Gösta Säfbom, född den 5 november 1914 i Västerhaninge, död den 4 juli 1991 i Solna församling, var en svensk musiker och musikarrangör.
Säfbom är gravsatt i minneslunden på Solna kyrkogård.

## Filmografi
- 1950 – Två trappor över gården – pianist

## Musikarrangör
- 1945 – Idel ädel adel